# 马岛鹃鵙
马岛鹃鵙（学名：Coracina cinerea）是山椒鸟科鸦鹃鵙属的一种。绝大多数学者将科摩罗鹃鵙（C. cucullata）视为马岛鹃鵙的亚种。
马岛鹃鵙分布于科摩罗、马达加斯加和马约特岛。其自然栖息地为亚热带或热带的干燥森林以及亚热带或热带湿润低地森林。